# Dubai Tennis Championships 1997 - Qualificazioni singolare
Le qualificazioni del singolare  del Dubai Tennis Championships 1997 sono state un torneo di tennis preliminare per accedere alla fase finale della manifestazione. I vincitori dell'ultimo turno sono entrati di diritto nel tabellone principale. In caso di ritiro di uno o più giocatori aventi diritto a questi sono subentrati i lucky loser, ossia i giocatori che hanno perso nell'ultimo turno ma che avevano una classifica più alta rispetto agli altri partecipanti che avevano comunque perso nel turno finale.
Le qualificazioni del torneo Dubai Tennis Championships 1997 prevedevano 28 partecipanti di cui 4 sono entrati nel tabellone principale.

## Teste di serie
1. Lars Jonsson (Qualificato)
2. Tomas Nydahl (Qualificato)
3. David Nainkin (secondo turno)
4. David Rikl (ultimo turno)

1. Martin Sinner (Qualificato)
2. James Sekulov (Qualificato)
3. Lars Rehmann (primo turno)
4. Hendrik Jan Davids (ultimo turno)

## Qualificati
1. Lars Jonsson
2. Tomas Nydahl

1. Martin Sinner
2. James Sekulov

## Tabellone

### Legenda
| - Q = Qualificato - WC = Wild card - LL = Lucky loser | - ALT = Alternate - SE = Special Exempt - PR = Protected Ranking | - w/o = Walkover - r = Ritirato - d = Squalificato |

### Sezione 1
|  | Primo turno    | Primo turno    | Primo turno    | Primo turno | Primo turno |  |  | Secondo turno  | Secondo turno  | Secondo turno  | Secondo turno | Secondo turno |   |   | Ultimo turno | Ultimo turno | Ultimo turno | Ultimo turno | Ultimo turno |  |
|  |                |                |                |             |             |  |  |                |                |                |               |               |   |   |              |              |              |              |              |  |
|  |                |                |                |             |             |  |  |                |                |                |               |               |   |   |              |              |              |              |              |  |
|  |                |                |                |             |             |  |  | 1              | Lars Jonsson   | Lars Jonsson   | 6             | 6             |   |   |              |              |              |              |              |  |
|  | Andrew Florent | Andrew Florent | Andrew Florent | 6           | 7           |  |  |                | Andrew Florent | Andrew Florent | 0             | 1             |   |   |              |              |              |              |              |  |
|  | Patrik Kühnen  | Patrik Kühnen  | Patrik Kühnen  | 2           | 6           |  |  |                |                |                |               |               |   |   | 1            | Lars Jonsson | Lars Jonsson | 6            | 6            |  |
|  | Danny Sapsford | Danny Sapsford | Danny Sapsford | 6           | 6           |  |  |                |                |                | Rogier Wassen | Rogier Wassen | 4 | 4 |              |              |              |              |              |  |
|  | Byron Talbot   | Byron Talbot   | Byron Talbot   | 3           | 1           |  |  | Danny Sapsford | Danny Sapsford | Danny Sapsford | 4             | 2             |   |   |              |              |              |              |              |  |
|  |                | Rogier Wassen  | Rogier Wassen  | 6           | 6           |  |  | Rogier Wassen  | Rogier Wassen  | Rogier Wassen  | 6             | 6             |   |   |              |              |              |              |              |  |
|  | 7              | Lars Rehmann   | Lars Rehmann   | 4           | 2           |  |  |                |                |                |               |               |   |   |              |              |              |              |              |  |

### Sezione 2
|  | Primo turno      | Primo turno        | Primo turno        | Primo turno | Primo turno |  |  | Secondo turno | Secondo turno      | Secondo turno      | Secondo turno      | Secondo turno      |   |   | Ultimo turno | Ultimo turno | Ultimo turno | Ultimo turno | Ultimo turno |  |
|  |                  |                    |                    |             |             |  |  |               |                    |                    |                    |                    |   |   |              |              |              |              |              |  |
|  |                  |                    |                    |             |             |  |  |               |                    |                    |                    |                    |   |   |              |              |              |              |              |  |
|  |                  |                    |                    |             |             |  |  | 2             | Tomas Nydahl       | 6                  | 4                  | 6                  |   |   |              |              |              |              |              |  |
|  | Joshua Eagle     | Joshua Eagle       | Joshua Eagle       | 6           | 6           |  |  |               | Joshua Eagle       | 3                  | 6                  | 2                  |   |   |              |              |              |              |              |  |
|  | Dean Barclay     | Dean Barclay       | Dean Barclay       | 1           | 1           |  |  |               |                    |                    |                    |                    |   |   | 2            | Tomas Nydahl | Tomas Nydahl | 6            | 6            |  |
|  | Andrew Kratzmann | Andrew Kratzmann   | 4                  | 6           | 6           |  |  |               |                    | 8                  | Hendrik Jan Davids | Hendrik Jan Davids | 4 | 2 |              |              |              |              |              |  |
|  | Carsten Arriens  | Carsten Arriens    | 6                  | 3           | 1           |  |  |               | Andrew Kratzmann   | Andrew Kratzmann   | 4                  | 3                  |   |   |              |              |              |              |              |  |
|  | 8                | Hendrik Jan Davids | Hendrik Jan Davids | 6           | 6           |  |  | 8             | Hendrik Jan Davids | Hendrik Jan Davids | 6                  | 6                  |   |   |              |              |              |              |              |  |
|  |                  | Sander Groen       | Sander Groen       | 1           | 0           |  |  |               |                    |                    |                    |                    |   |   |              |              |              |              |              |  |

### Sezione 3
|  | Primo turno    | Primo turno        | Primo turno        | Primo turno | Primo turno |  |  | Secondo turno | Secondo turno  | Secondo turno  | Secondo turno | Secondo turno |   |   | Ultimo turno | Ultimo turno   | Ultimo turno   | Ultimo turno | Ultimo turno |  |
|  |                |                    |                    |             |             |  |  |               |                |                |               |               |   |   |              |                |                |              |              |  |
|  |                |                    |                    |             |             |  |  |               |                |                |               |               |   |   |              |                |                |              |              |  |
|  |                |                    |                    |             |             |  |  | 3             | David Nainkin  | David Nainkin  | 3             | 2             |   |   |              |                |                |              |              |  |
|  | Sándor Noszály | Sándor Noszály     | Sándor Noszály     | 6           | 6           |  |  |               | Sándor Noszály | Sándor Noszály | 6             | 6             |   |   |              |                |                |              |              |  |
|  | Pablo Albano   | Pablo Albano       | Pablo Albano       | 2           | 4           |  |  |               |                |                |               |               |   |   |              | Sándor Noszály | Sándor Noszály | 4            | 1            |  |
|  | Libor Pimek    | Libor Pimek        | 6                  | 3           | 6           |  |  |               |                | 5              | Martin Sinner | Martin Sinner | 6 | 6 |              |                |                |              |              |  |
|  | Ouassel Hared  | Ouassel Hared      | 0                  | 6           | 3           |  |  |               | Libor Pimek    | Libor Pimek    | 1             | 2             |   |   |              |                |                |              |              |  |
|  | 5              | Martin Sinner      | Martin Sinner      | 6           | 6           |  |  | 5             | Martin Sinner  | Martin Sinner  | 6             | 6             |   |   |              |                |                |              |              |  |
|  |                | Herbert Wiltschnig | Herbert Wiltschnig | 3           | 2           |  |  |               |                |                |               |               |   |   |              |                |                |              |              |  |

### Sezione 4
|  | Primo turno    | Primo turno    | Primo turno    | Primo turno | Primo turno |  |  | Secondo turno | Secondo turno  | Secondo turno  | Secondo turno | Secondo turno |   |   | Ultimo turno | Ultimo turno | Ultimo turno | Ultimo turno | Ultimo turno |  |
|  |                |                |                |             |             |  |  |               |                |                |               |               |   |   |              |              |              |              |              |  |
|  |                |                |                |             |             |  |  |               |                |                |               |               |   |   |              |              |              |              |              |  |
|  |                |                |                |             |             |  |  | 4             | David Rikl     | David Rikl     | 7             | 6             |   |   |              |              |              |              |              |  |
|  | Marius Barnard | Marius Barnard | Marius Barnard | 6           | 7           |  |  |               | Marius Barnard | Marius Barnard | 5             | 1             |   |   |              |              |              |              |              |  |
|  | Peter Nyborg   | Peter Nyborg   | Peter Nyborg   | 3           | 6           |  |  |               |                |                |               |               |   |   | 4            | David Rikl   | David Rikl   | 6            | 6            |  |
|  | Cyril Suk      | Cyril Suk      | Cyril Suk      | 6           | 7           |  |  |               |                | 6              | James Sekulov | James Sekulov | 7 | 7 |              |              |              |              |              |  |
|  | Zeeshan Ali    | Zeeshan Ali    | Zeeshan Ali    | 4           | 5           |  |  |               | Cyril Suk      | Cyril Suk      | 4             | 4             |   |   |              |              |              |              |              |  |
|  | 6              | James Sekulov  | James Sekulov  | 6           | 7           |  |  | 6             | James Sekulov  | James Sekulov  | 6             | 6             |   |   |              |              |              |              |              |  |
|  |                | Markus Zillner | Markus Zillner | 3           | 6           |  |  |               |                |                |               |               |   |   |              |              |              |              |              |  |